# Linea principale Hankyū Kōbe
La  Linea principale Kōbe (神戸本線?, Kōbe Honsen) è una ferrovia delle Ferrovie Hankyū a scartamento ferroviario che collega le stazioni di Umeda a Osaka e Kōbe-Sannomiya, a Kōbe, collegando anche le città e i paesi situati fra le due metropoli.

## Definizione
La linea principale Kōbo è spesso chiamata brevemente Linea Kōbe (神戸線?, Kōbe sen), e in un senso più ampio include anche le linee Itami, Imazu e Kōyō.

## Servizi
- Locale (普通?, futsū)
- Semi-Espresso (準急?, junkyū)  (abbreviated as "SE" in the table below)
- Espresso pendolari (通勤急行?, tsūkin kyūkō)  ("Ep")
- Espresso (急行?, kyūkō) ("E")
- Rapido Espresso (快速急行?, kaisoku kyūkō) ("RE")
- Espresso Limitato pendolari (通勤特急?, tsūkin tokkyū) ("C")
- Espresso Limitato (特急?, tokkyū) ("L")
- Espresso Limitato Arashiyama (直通特急?, chokutsū tokkyū) ("A")

## Stazioni
| Codice          | Stazione              | Giapponese      | Distanza (km)   | SE | Ep | E | RE | C | L | A | Collegamenti | Posizione | Posizione | Posizione |
| --------------- | --------------------- | --------------- | --------------- | --- | --- | --- | --- | --- | --- | --- | --- | --- | --- | --- |
| HK-01           | Umeda                 | 梅田            | 0.0             | ● | ● | ● | ● | ● | ● | | | Kita-ku | Osaka, Prefettura di Osaka | Osaka, Prefettura di Osaka |
| HK-02           | Nakatsu               | 中津            | 0.9             | ↑ | ｜ | ｜ | ｜ | ｜ | ｜ | | Linea Takarazuka | Kita-ku | Osaka, Prefettura di Osaka | Osaka, Prefettura di Osaka |
| HK-03           | Jūsō                  | 十三            | 1.5             | ● | ● | ● | ● | ● | ● | ● | Linea Takarazuka Linea Kyōto | Yodogawa-ku | Osaka, Prefettura di Osaka | Osaka, Prefettura di Osaka |
| HK-04           | Kanzakigawa           | 神崎川          | 4.1             | ↑ | ｜ | ｜ | ｜ | ｜ | ｜ | ｜ | | Yodogawa-ku | Osaka, Prefettura di Osaka | Osaka, Prefettura di Osaka |
| HK-05           | Sonoda                | 園田            | 7.2             | ↑ | ｜ | ｜ | ｜ | ｜ | ｜ | ｜ | | Amagasaki | Amagasaki | Prefettura di Hyōgo |
| HK-06           | Tsukaguchi            | 塚口            | 10.2            | ● | ● | ● | ● | ● | ｜ | ● | Linea Itami | Amagasaki | Amagasaki | Prefettura di Hyōgo |
| HK-07           | Mukonosō              | 武庫之荘        | 12.3            | ↑ | ● | ｜ | ｜ | ｜ | ｜ | ｜ | | Amagasaki | Amagasaki | Prefettura di Hyōgo |
| HK-08           | Nishinomiya-Kitaguchi | 西宮北口        | 15.6            | ↑ | ● | ◆ | ● | ● | ● | ○ | Linea Imazu | Nishinomiya | Nishinomiya | Prefettura di Hyōgo |
| HK-09           | Shukugawa             | 夙川            | 18.3            | | ● | ● | ● | ● | ● | ○ | Linea Kōyō | Nishinomiya | Nishinomiya | Prefettura di Hyōgo |
| HK-10           | Ashiyagawa            | 芦屋川          | 21.0            | | ● | ● | ｜ | ｜ | ｜ | ｜ | | Ashiya | Ashiya | Prefettura di Hyōgo |
| HK-11           | Okamoto               | 岡本            | 23.4            | | ● | ● | ● | ● | ● | ○ | | Higashinada-ku | Kōbe | Prefettura di Hyōgo |
| HK-12           | Mikage                | 御影            | 25.6            | | ● | ● | ｜ | ｜ | ｜ | ｜ | | Higashinada-ku | Kōbe | Prefettura di Hyōgo |
| HK-13           | Rokkō                 | 六甲            | 27.4            | | ● | ● | ● | ｜ | ｜ | ○ | | Nada-ku | Kōbe | Prefettura di Hyōgo |
| HK-14           | Ōji-kōen              | 王子公園        | 29.2            | | ● | ● | ｜ | ｜ | ｜ | ｜ | | Nada-ku | Kōbe | Prefettura di Hyōgo |
| HK-15           | Kasuganomichi         | 春日野道        | 30.7            | | ● | ● | ｜ | ｜ | ｜ | ｜ | | Chūō-ku | Kōbe | Prefettura di Hyōgo |
| HK-16           | Kōbe-Sannomiya        | 神戸三宮        | 32.3            | | ● | ● | ● | ● | ● | ○ | Linea Kōbe Kōsoku | Chūō-ku | Kōbe | Prefettura di Hyōgo |
| Servizi diretti | Servizi diretti       | Servizi diretti | Servizi diretti | Dalla stazione di Jūsō ○ Alcuni dei treni A entrano sulla linea Arashiyama fino a Arashiyama. Dalla stazione di Nishinomiya-Kitaguchi ○ Alcuni dei treni SE e A entrano sulla linea Imazu fino a Takarazuka. ○ Alcuni dei treni E entrano sulla linea Imazu fino a Nigawa. Dalla stazione di Sannomiya ○ Alcuni dei treni E e RE e C e L entrano sulla linea Kōbe Kōsoku fino a Shinkaichi. ○ Alcuni dei treni A entrano sulla linea Kōbe Kōsoku fino a Kōsoku Kōbe. | Dalla stazione di Jūsō ○ Alcuni dei treni A entrano sulla linea Arashiyama fino a Arashiyama. Dalla stazione di Nishinomiya-Kitaguchi ○ Alcuni dei treni SE e A entrano sulla linea Imazu fino a Takarazuka. ○ Alcuni dei treni E entrano sulla linea Imazu fino a Nigawa. Dalla stazione di Sannomiya ○ Alcuni dei treni E e RE e C e L entrano sulla linea Kōbe Kōsoku fino a Shinkaichi. ○ Alcuni dei treni A entrano sulla linea Kōbe Kōsoku fino a Kōsoku Kōbe. | Dalla stazione di Jūsō ○ Alcuni dei treni A entrano sulla linea Arashiyama fino a Arashiyama. Dalla stazione di Nishinomiya-Kitaguchi ○ Alcuni dei treni SE e A entrano sulla linea Imazu fino a Takarazuka. ○ Alcuni dei treni E entrano sulla linea Imazu fino a Nigawa. Dalla stazione di Sannomiya ○ Alcuni dei treni E e RE e C e L entrano sulla linea Kōbe Kōsoku fino a Shinkaichi. ○ Alcuni dei treni A entrano sulla linea Kōbe Kōsoku fino a Kōsoku Kōbe. | Dalla stazione di Jūsō ○ Alcuni dei treni A entrano sulla linea Arashiyama fino a Arashiyama. Dalla stazione di Nishinomiya-Kitaguchi ○ Alcuni dei treni SE e A entrano sulla linea Imazu fino a Takarazuka. ○ Alcuni dei treni E entrano sulla linea Imazu fino a Nigawa. Dalla stazione di Sannomiya ○ Alcuni dei treni E e RE e C e L entrano sulla linea Kōbe Kōsoku fino a Shinkaichi. ○ Alcuni dei treni A entrano sulla linea Kōbe Kōsoku fino a Kōsoku Kōbe. | Dalla stazione di Jūsō ○ Alcuni dei treni A entrano sulla linea Arashiyama fino a Arashiyama. Dalla stazione di Nishinomiya-Kitaguchi ○ Alcuni dei treni SE e A entrano sulla linea Imazu fino a Takarazuka. ○ Alcuni dei treni E entrano sulla linea Imazu fino a Nigawa. Dalla stazione di Sannomiya ○ Alcuni dei treni E e RE e C e L entrano sulla linea Kōbe Kōsoku fino a Shinkaichi. ○ Alcuni dei treni A entrano sulla linea Kōbe Kōsoku fino a Kōsoku Kōbe. | Dalla stazione di Jūsō ○ Alcuni dei treni A entrano sulla linea Arashiyama fino a Arashiyama. Dalla stazione di Nishinomiya-Kitaguchi ○ Alcuni dei treni SE e A entrano sulla linea Imazu fino a Takarazuka. ○ Alcuni dei treni E entrano sulla linea Imazu fino a Nigawa. Dalla stazione di Sannomiya ○ Alcuni dei treni E e RE e C e L entrano sulla linea Kōbe Kōsoku fino a Shinkaichi. ○ Alcuni dei treni A entrano sulla linea Kōbe Kōsoku fino a Kōsoku Kōbe. | Dalla stazione di Jūsō ○ Alcuni dei treni A entrano sulla linea Arashiyama fino a Arashiyama. Dalla stazione di Nishinomiya-Kitaguchi ○ Alcuni dei treni SE e A entrano sulla linea Imazu fino a Takarazuka. ○ Alcuni dei treni E entrano sulla linea Imazu fino a Nigawa. Dalla stazione di Sannomiya ○ Alcuni dei treni E e RE e C e L entrano sulla linea Kōbe Kōsoku fino a Shinkaichi. ○ Alcuni dei treni A entrano sulla linea Kōbe Kōsoku fino a Kōsoku Kōbe. | Dalla stazione di Jūsō ○ Alcuni dei treni A entrano sulla linea Arashiyama fino a Arashiyama. Dalla stazione di Nishinomiya-Kitaguchi ○ Alcuni dei treni SE e A entrano sulla linea Imazu fino a Takarazuka. ○ Alcuni dei treni E entrano sulla linea Imazu fino a Nigawa. Dalla stazione di Sannomiya ○ Alcuni dei treni E e RE e C e L entrano sulla linea Kōbe Kōsoku fino a Shinkaichi. ○ Alcuni dei treni A entrano sulla linea Kōbe Kōsoku fino a Kōsoku Kōbe. | Dalla stazione di Jūsō ○ Alcuni dei treni A entrano sulla linea Arashiyama fino a Arashiyama. Dalla stazione di Nishinomiya-Kitaguchi ○ Alcuni dei treni SE e A entrano sulla linea Imazu fino a Takarazuka. ○ Alcuni dei treni E entrano sulla linea Imazu fino a Nigawa. Dalla stazione di Sannomiya ○ Alcuni dei treni E e RE e C e L entrano sulla linea Kōbe Kōsoku fino a Shinkaichi. ○ Alcuni dei treni A entrano sulla linea Kōbe Kōsoku fino a Kōsoku Kōbe. | Dalla stazione di Jūsō ○ Alcuni dei treni A entrano sulla linea Arashiyama fino a Arashiyama. Dalla stazione di Nishinomiya-Kitaguchi ○ Alcuni dei treni SE e A entrano sulla linea Imazu fino a Takarazuka. ○ Alcuni dei treni E entrano sulla linea Imazu fino a Nigawa. Dalla stazione di Sannomiya ○ Alcuni dei treni E e RE e C e L entrano sulla linea Kōbe Kōsoku fino a Shinkaichi. ○ Alcuni dei treni A entrano sulla linea Kōbe Kōsoku fino a Kōsoku Kōbe. | Dalla stazione di Jūsō ○ Alcuni dei treni A entrano sulla linea Arashiyama fino a Arashiyama. Dalla stazione di Nishinomiya-Kitaguchi ○ Alcuni dei treni SE e A entrano sulla linea Imazu fino a Takarazuka. ○ Alcuni dei treni E entrano sulla linea Imazu fino a Nigawa. Dalla stazione di Sannomiya ○ Alcuni dei treni E e RE e C e L entrano sulla linea Kōbe Kōsoku fino a Shinkaichi. ○ Alcuni dei treni A entrano sulla linea Kōbe Kōsoku fino a Kōsoku Kōbe. |